# Leocadio Mendiola Núñez
Leocadio Mendiola Núñez (Badajoz, 1909 - Barcelona, 1998), militar espanyol, coronel, pilot de combat, va servir en les Forces Aèries de la República Espanyola durant la Guerra Civil espanyola, participant en gairebé totes les batalles. Va ser condecorat amb la Placa Laureada de Madrid.

## Biografia
Fill d'un sotsoficial d'Infanteria, el 1926 va ingressar com a voluntari en el cos d'Enginyers, per al Servei d'Aviació, en l'esquadrilla d'Experimentació de l'escola de vol de Cuatro Vientos, on va arribar a la graduació de sergent. En produir-se la fracassada sublevació de desembre de 1930 no hi va arribar a participar, però va romandre arrestat, com la resta del personal de l'escola, fins a la proclamació de la República el 14 d'abril de 1931. Després de la seva reincorporació al servei va aconseguir el títol de pilot aviador i el 1932 va ser destinat al grup 21 de Lleó. Va fer els cursos de mecànic i de metrallador-bombarder. El 1934 va ser destinat forçosament a Tablada (Sevilla) i el juny de 1936 voluntàriament a Getafe.

## Guerra Civil

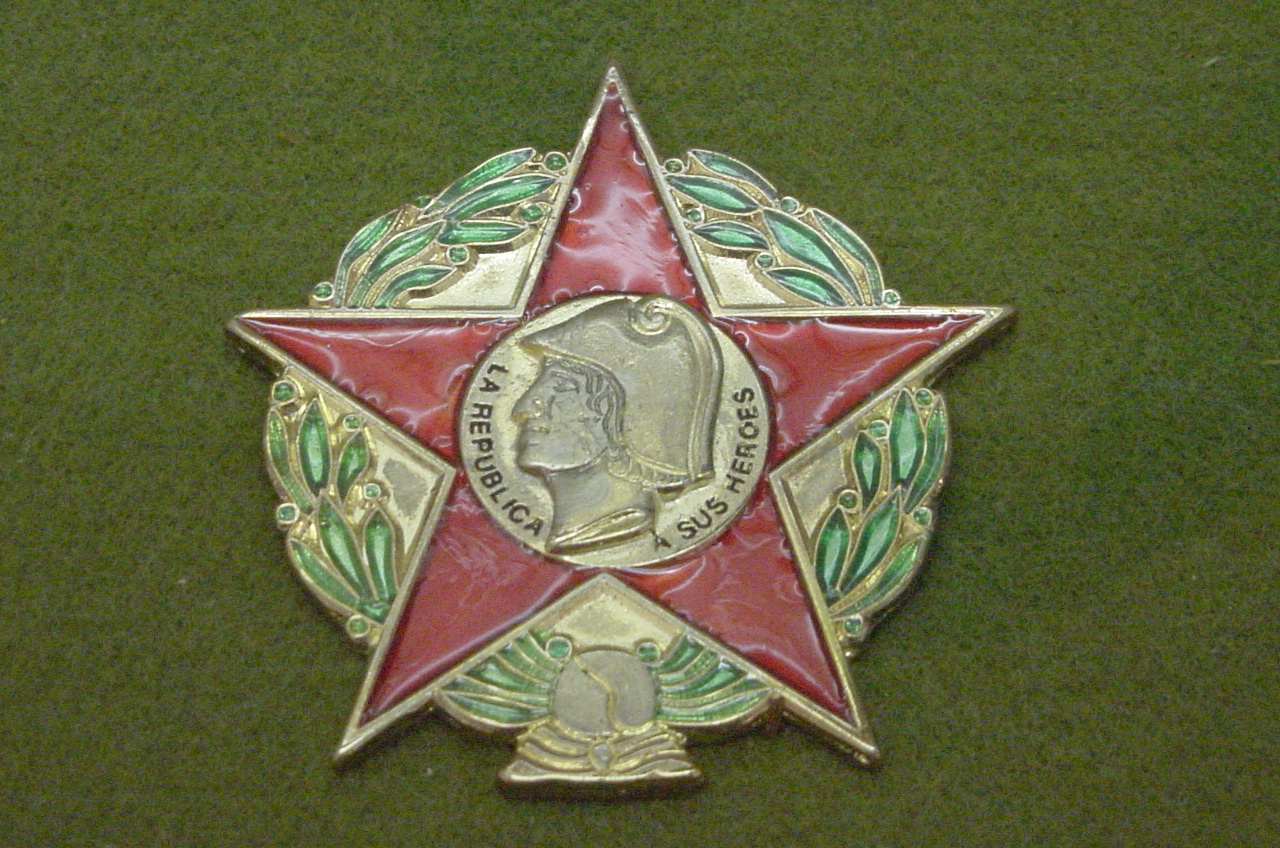
Placa Laureada de Madrid.

Mendiola Núñez va romandre fidel al govern democràtic de la República Espanyola.
Els dies 18 i 19 de juliol de 1936 va sortir amb el seu Breguet 19 a bombardejar el veí regiment d'artilleria lleugera, que s'havia revoltat. Els dies següents va participar en missions d'observació i combat per les serres de Guadarrama, Gredos i Somosierra, bombardejant una Columna nacionalista a prop d'Àvila.
L'octubre de 1936 va ser destinat a Guadalajara per tripular els Tupolev Sb-2 (Katiuska) subministrats per l'URSS i de nou desembarcats a Cartagena. Va ser el primer espanyol a acreditar-se com a pilot del bombarder estratègic Katiuska i va integrar a la 3a esquadrilla del grup 12. La seva primera acció va ser bombardejar els dipòsits de CAMPSA a Sevilla, el novembre de 1936. El març de 1937 va participar en bombardeigs sobre les tropes italianes a Almadrones (Guadalajara) i l'abril va atacar l'estació de tren de Valladolid. En aquells dies va ser nomenat cap de la 3a esquadrilla, amb base a San Clemente (Conca). Des d'allà van realitzar vols sobre la Mediterrània per atacar la flota nacionalista. A finals de maig van bombardejar el port de Palma, arribant a prop d'Eivissa -segons la versió oficial del govern republicà- al Cuirassat Deutschland, de la marina de guerra nazi, que va resultar fet malbé, donant origen a l'Incident Deutschland. Com a represàlia, la flota alemanya va bombardejar Almeria.
El juny de 1937 va prendre part en l'Ofensiva d'Osca, paral·lela a l'Ofensiva de Segòvia, dissenyada per Indalecio Prieto per alleugerir la situació del Front del Nord.
També participà en les batalles de Belchite i L'Ebre.
El 29 d'agost de 1938 li va ser concedida la Placa Laureada de Madrid, sent l'únic aviador de la República en aconseguir-la, a causa de la seva incessant activitat des de començaments de la guerra. El 9 de setembre de 1938 va sofrir un greu accident provant un avió, que li provocaria cremades a la cara.
El febrer de 1939 va passar a França amb dos companys en missió oficial per fer-se càrrec de seixanta-dos Katiuskas enviats per l'URSS i que França retenia a Tolosa de Llenguadoc, però finalment França no va permetre el lliurament, en reconèixer com a oficial al govern de Franco, i els avions van ser tornats a l'URSS, de manera que Mendiola i els seus companys van tornar a Espanya (en concret a Los Llanos) a l'avió del ministre Julio Álvarez del Vayo.
Leocadio Mendiola es va exiliar a Oran, Algèria (França) el març de 1939.

## Exili
Mendiola, junt a altres dos aviadors republicans van ser internats uns mesos en un camp de concentració a Algèria i després van quedar en llibertat, amb un subsidi del govern de la República en l'exili. A començaments d'octubre de 1942 Mendiola va sortir de Casablanca cap a Mèxic per vaixell. A Mèxic va treballar en diverses empreses i com a instructor de vol. El febrer de 1967 va tornar a Espanya, instal·lant-se a Cornellà de Llobregat, on un amic li va aconseguir feina. Mai no va tenir problemes a Espanya a causa del seu passat com a aviador republicà.